# Тихий американець
«Тихий американець» (англ. The Quiet American) — роман 1955 року англійського письменника Ґрема Ґріна. Критикує зовнішню політику США у В'єтнамі. Заснований на реальних подіях, але не викладає їх точно: «Я припускаю … відхилення без жодних докорів сумління, тому що я написав роман, а не історичний нарис…».

## Сюжет
Дія відбувається в Сайгоні на початку 1950-х років, під час Першої індокитайської війни. У романі перетинаються дві основні лінії: любовний трикутник літнього англійського журналіста Томаса Фаулера (англ. Thomas Fowler), молодого американця Олдена Пайла (Alden Pyle) та в'єтнамської подруги Фаулера Фуонг (Phượng, правильний варіант вимови цього імені — Фионг, «фенікс») і військово-політичні конфлікти та наростання втручання США, яке в майбутньому призведе до В'єтнамської війни. Фаулер, оповідач історії, просто спостерігає події, що відбуваються, і надсилає репортажі до Лондона. Його досвід у В'єтнамі частково повторює пережите там самим Гріном. Пайл, навпаки, безпосередньо замішаний у тому, що відбувається, хоча це зрозуміло й не зразу. Бувши співробітником гуманітарної місії США у В'єтнамі, а по суті представляючи у своїй особі американські спецслужби, він символізує політику США у В'єтнамі в цілому.
Ключові події роману сконцентровані навколо спроби США створити «третю силу» в особі генерала Тхе (заснований на реальній особі Чинь Мінь Тхе) для протистояння В'єтміню і, менш явно, французьким колонізаційним військам. Серія терористичних актів у Сайгоні, відповідальність за які звалили на комуністів, використовується для виправдання взяття міста генералом Тхе (подібні події відбувалися насправді 1952 року, коли Грін був у місті). Грін вважав, — і це незабаром підтвердилося — що насправді вибухи були справою рук Тхе та його американських радників. У романі цю не надто законспіровану змову розкриває Фаулер, що змушує його відкинути свої споглядальні принципи і втрутитися в події: видати Олдена Пайла в'єтнамським комуністам, ставши, як наслідок, прямим винуватцем його загибелі.

## Преса
Образ «тихого американця», певною мірою «прогрессора» західних цінностей, виведений у цій книзі, виявився настільки сильним, що став улюбленим кліше антиамериканської риторики стосовно діяльності США в інших країнах. Зокрема, активно використовувався в радянській пресі та на телебаченні.

## Екранізації
За романом знято два фільми: один незабаром після виходу, 1958 року, другий — 2002 року. Зміст сюжету першої екранізації був прямо протилежним роману: припускали, що сценарій створювався за участю офіцера ЦРУ. Грем Грін назвав фільм «пропагандою». До другої екранізації автор не дожив і не зміг висловити свого ставлення, та її сюжет значно ближчий до роману і має закладений у ньому політичний сенс.